# Millán (santo)
Emiliano de la Cogolla (en latín figura como Æmilianus, conocido en español medieval como Millán) (Berceo, 472 - Monasterio de San Millán de Suso, 573) fue un ermitaño, discípulo de Felices de Bilibio, considerado santo. Las reliquias de ambos santos se conservan en el Monasterio de San Millán de Yuso.

## Juventud

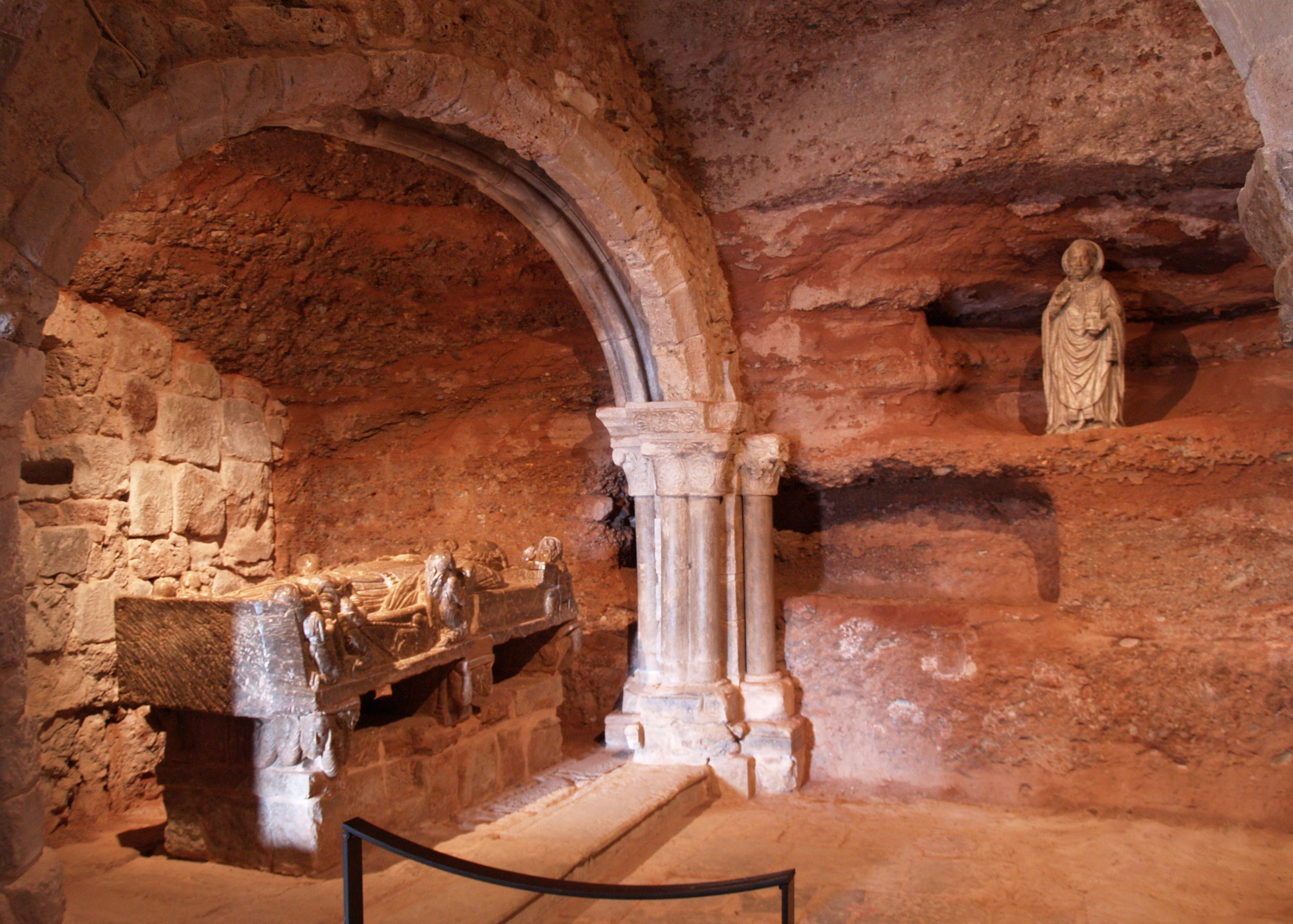
Cenotafio de San Millán en el Monasterio de San Millán de Suso.

Hijo de un pastor, Millán ejerció ese oficio hasta la edad de veinte años. Desde finales del siglo IV se dio con cierta frecuencia entre los cristianos de Occidente la conversión ascética. Millán fue uno de estos que eligió ser un eremita ascético en un lugar retirado. El sitio escogido fue en medio de una exuberante vegetación, en la vertiente oriental de la sierra de la Demanda, que separa la meseta del valle del Ebro. En la roca del monte excavó su propia celda. Fue ordenado sacerdote por el Obispo de Tarazona Dídimo del pueblo de Berceo en el año 560. Tras haber experimentado la vida eremítica y clerical, decidió volver a la soledad a la vida monástica al monasterio de Suso, donde murió a los 101 años.
- Vida y milagros de San Millán

## Su vida como ermitaño

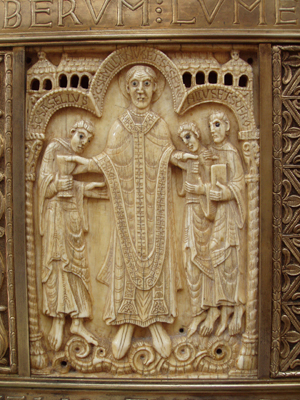
Marfil,. San Millán con sus discípulos. Monasterio de Yuso

La iniciación como ermitaño la comenzó con otro eremita llamado Félix, del que se dice fue "varón santísimo" y con quien estaría tres años en los Riscos de Bilibio próximos a Haro. Después marchó a refugiarse en los montes Distercios o Cogollanos, rincón escondido en el que levantaría altares y donde vivió 40 años en soledad.
Sabedor el obispo Dídimo de Tarazona de sus virtudes, le nombró sacerdote de su villa natal, Berdejo, cargo que ejerció durante tres años. Otros clérigos le acusaron de malgastar los bienes eclesiásticos, dada su generosidad con los menesterosos, por lo que se apartó a las cuevas de Aidillo, lugar donde se construiría más adelante el Monasterio de Suso. Rápidamente se le unieron otros clérigos: Aselo, Cotonato, Geroncio, Sofronio, etc., incluso una mujer llamada Potamia, venida de Narbona. Este grupo iría incrementándose en lo sucesivo.
Cerca del año 550, siendo rey Agila I, excavaron nuevas cuevas, colocadas en dos pisos que estaban unidos por un pozo, donde habitaba Millán. Allí falleció y fue enterrado a la edad de 101 años.

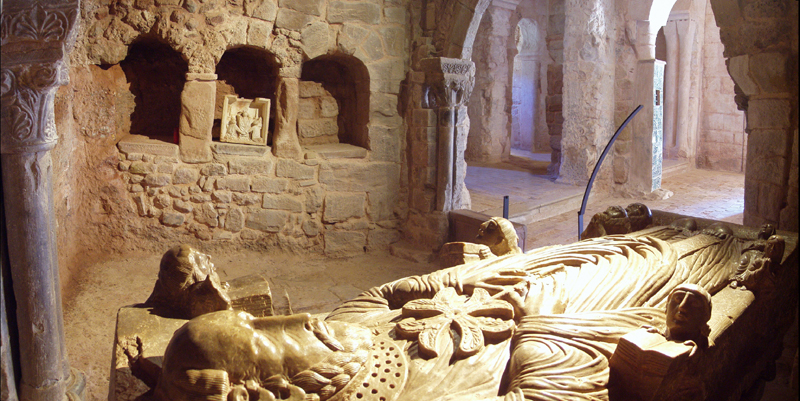
Cenotafio de San Millán.

Con la llegada de los árabes no cambió nada en aquel lugar y sus alrededores. Las tierras de las cuencas del Ebro y del Duero eran tierras de nadie, habitadas únicamente por ermitaños como Millán.
Su sepulcro se convirtió en lugar de peregrinaje al que acudían condes y reyes castellanos para encomendar sus batallas contra los musulmanes.
Varias fuentes, entre ellas la Historia de la traslación y el Libro de los milagros de san Millán, narran cómo el rey navarro García Sánchez, tras inaugurar en 1052 el Monasterio de Santa María la Real de Nájera, quiso enriquecerlo trayendo los cuerpos de santos de la comarca. Así, el 29 de mayo de 1053 intentó llevar a dicho monasterio los restos de Millán sin conseguirlo, por el milagro de los bueyes que no querían continuar con el traslado. Por este milagro decidió construir un nuevo monasterio para albergar su cuerpo en el lugar donde los bueyes habían quedado parados, este sería el Monasterio de Yuso.

## Hagiógrafos de Millán
La vida de Millán la contó, en latín y por primera vez, Braulio de Zaragoza, obispo, cincuenta años después de su fallecimiento, indicando que su lugar de nacimiento fue Berdejo en una famosa Vita Æmiliani.
Más tarde, en el siglo XIII, contó su vida Gonzalo de Berceo en versos alejandrinos con el título Estoria del Sennor Sant Millan, aunque esta obra es más conocida como Vida de San Millán de la Cogolla.
Finalmente, en la misma época en que vivió el primer poeta conocido en lengua castellana, un monje del mismo Monasterio de San Millán de la Cogolla escribió dos obras en latín dando noticia de la traslación de las reliquias del santo riojano y los milagros que sucedieron post mortem. Estas obras, cuyos títulos son Liber Translatinis Sancti Emiliani y Miracula Beati Emiliani, fueron traducidas en el siglo XV como Istoria de la traslación del glorioso cuerpo del bienaventurado sant Millán y Libro de los miraglos del bienaventurado señor sant Millán.

## Milagros y creencias
En el siglo X, en tiempos de García Sánchez I de Navarra y el conde Fernán González de Castilla, se multiplicaron los milagros de san Millán junto a su tumba y el cenobio pasó a ser lugar sagrado.

## Patrón de los reinos de Castilla y Navarra y copatrón de España

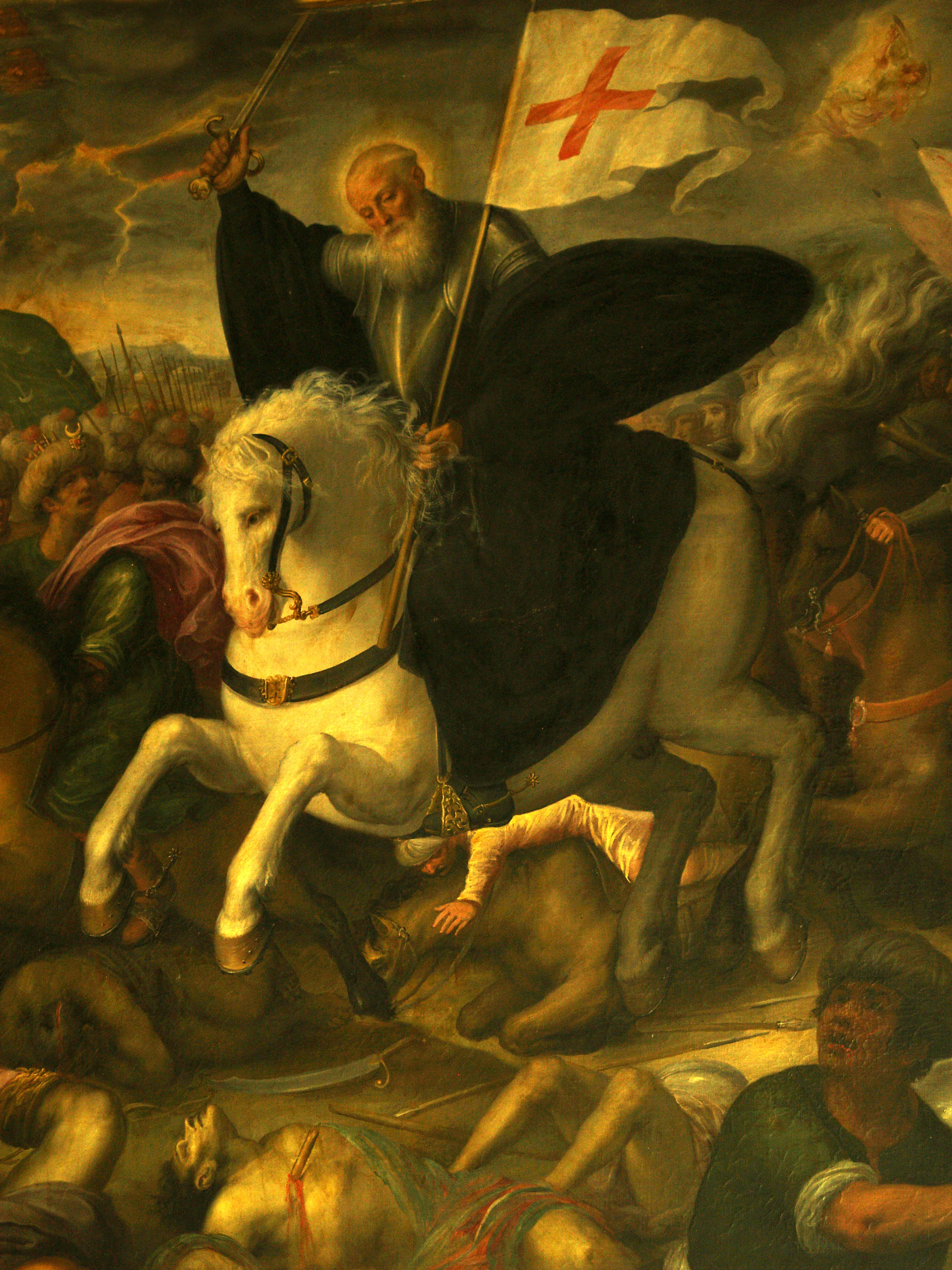
San Millán en la batalla de Simancas. Monasterio de San Millán de Yuso.

En la batalla de Simancas, año 939, el rey Ramiro II de León , el conde Fernán González de Castilla y García Sánchez I de Pamplona del reino de Pamplona-Nájera se enfrentan al califa cordobés Abd al-Rahman III. Según la tradición, Santiago Apóstol acompaña a San Millán y ambos se aparecen en mitad del combate en defensa de los cristianos. San Millán fue elevado a patrono de castellanos y navarros comprometiéndose a pagar tributos; son los llamados "Votos de San Millán". Fernán González favorecerá enormemente al monasterio de San Millán con privilegios y donaciones.
Gonzalo de Berceo en su Vida de San Millán cuenta la promesa de los votos legendarios, de una parte Ramiro II de León a Santiago y de la otra, Fernán González a San Millán. Luego refiere la maravillosa aparición de ambos patronos en la batalla de Hacinas, en la que elogia la intervención a favor de los vasallos con estos versos:
non quisieron embalde la soldada levar
primero la quisieron merecer e sudar,
tales sennores son de servir e onrar
Pese a la "imposición" del patronazgo de Santiago tras la unificación de Castilla y León, los castellanos continuaron reclamando que San Millán era su patrono y así en tiempos de Enrique II de Castilla en 1373, la Universidad de Ciudad y Tierra de Ávila llegó a negarse a pagar el voto a Santiago y sus procuradores llevaron el asunto a las Cortes. Los castellanos pagaban el Voto a San Millán.
En el siglo XVII, al desarrollarse un amplio debate sobre patronos, San Millán volverá a ser reclamado como patrón de Castilla y por lo mismo copatrón de España junto a Santiago, patronazgo que se mantuvo en los misales hasta la reforma litúrgica del concilio Vaticano II.

## Iconografía de San Millán
La iconografía de San Millán es muy rica, ya que puede aparecer como pastor, ermitaño, monje benedictino o sacerdote diocesano. Al ser patrón de Castilla y Navarra, en muchas iglesias de pueblos aparece de distintas maneras.
En los marfiles del arca relicario aparece como pastor o como venerable sacerdote curando enfermos o enfrentándose a Satán, al que vence una y otra vez.

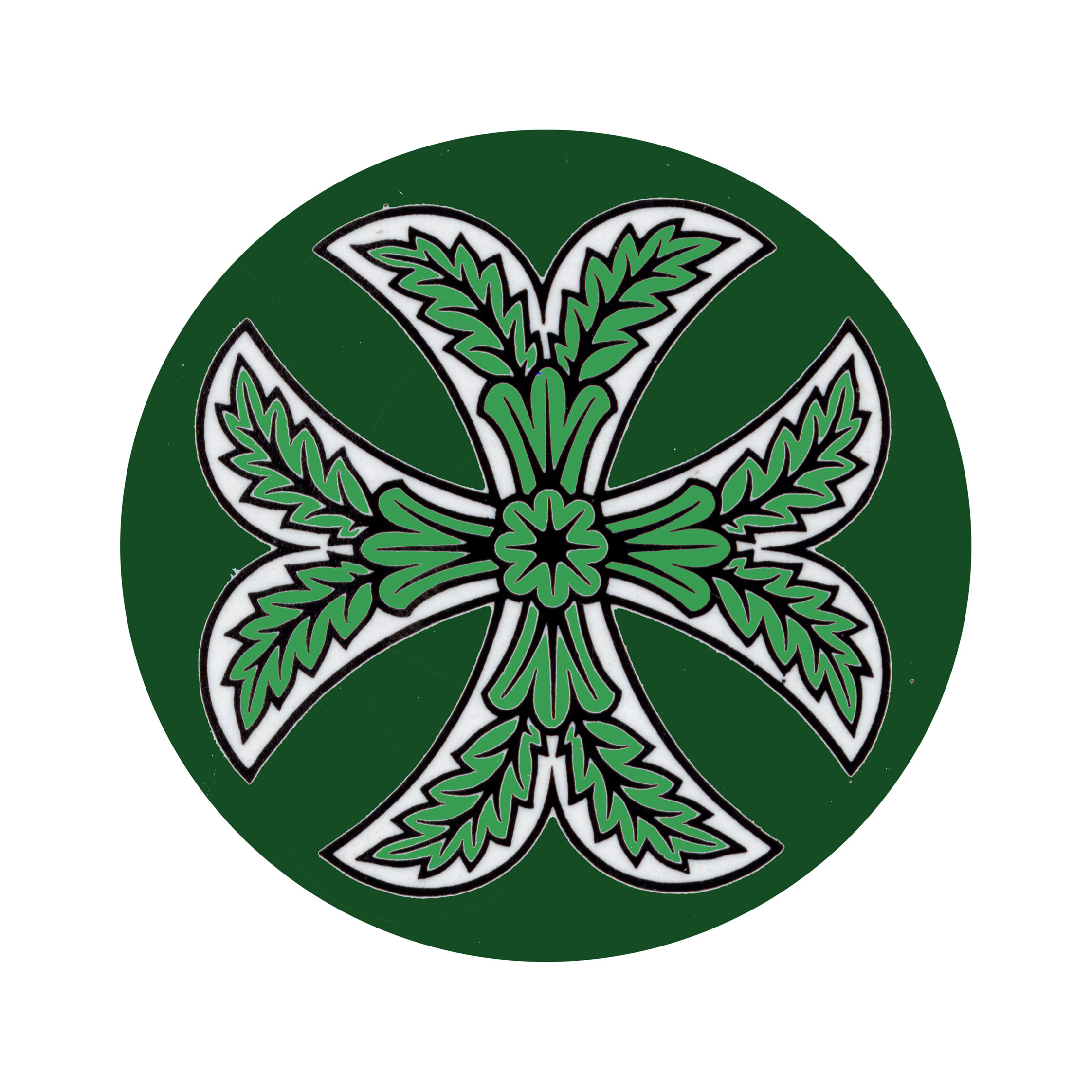
Cruz de San Millán.

En la portada del Monasterio de San Millán de Yuso y en el altar mayor, lo mismo que en la iglesia de san Millán y san Cayetano de Madrid, aparece representado san Millán luchando contra los moros, al igual que el apóstol Santiago. Es la iconografía que se pone de moda en el Barroco.
Aparte la montaña de mayor altitud de la provincia de Burgos (2131m) ubicada en la Sierra de la Demanda tiene su nombre Pico San Millán.

### Cruz de San Millán
La Cruz de San Millán está en el epitafio [corrección: ¿cenotafio?] románico del siglo XII del Monasterio de Suso y es el emblema desde 1980 de la Asociación Amigos de San Millán. Es una cruz visigótica de plata, de ocho cabos, fileteada de gules y diapedrada en sinople. Cargada con cruz de plata de cuatro cabos iguales rematados en tres salientes trebolados, el central más alto, fileteada de gules y cargada en abismo con florón de plata fileteado de gules.

## Galería de imágenes

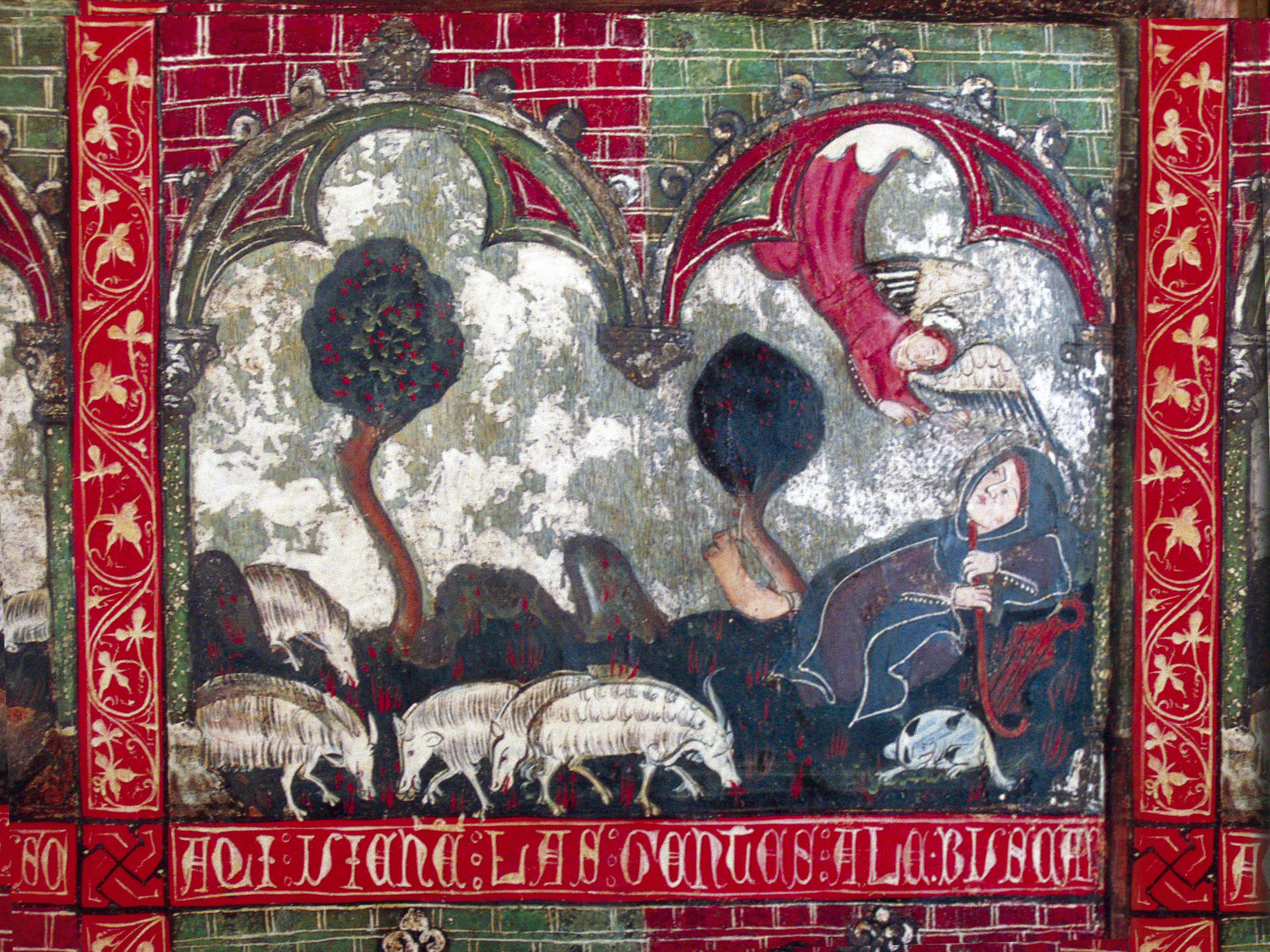
Tabla gótica de un retablo del Monasterio de San Millán de Suso, hoy en el Museo de Logroño. En él aparecen distintas escenas de la vida de San Millán.
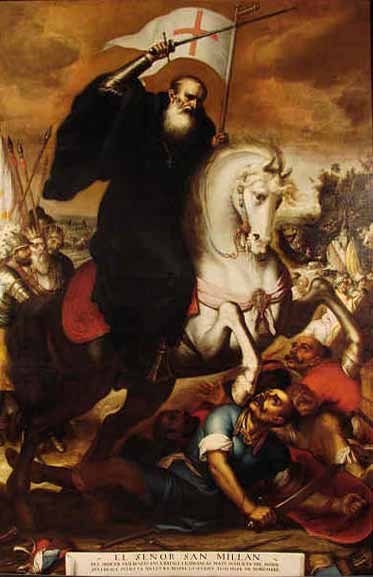
San Millán en la batalla de Simancas. Iglesia del Salvador. Sevilla, España.
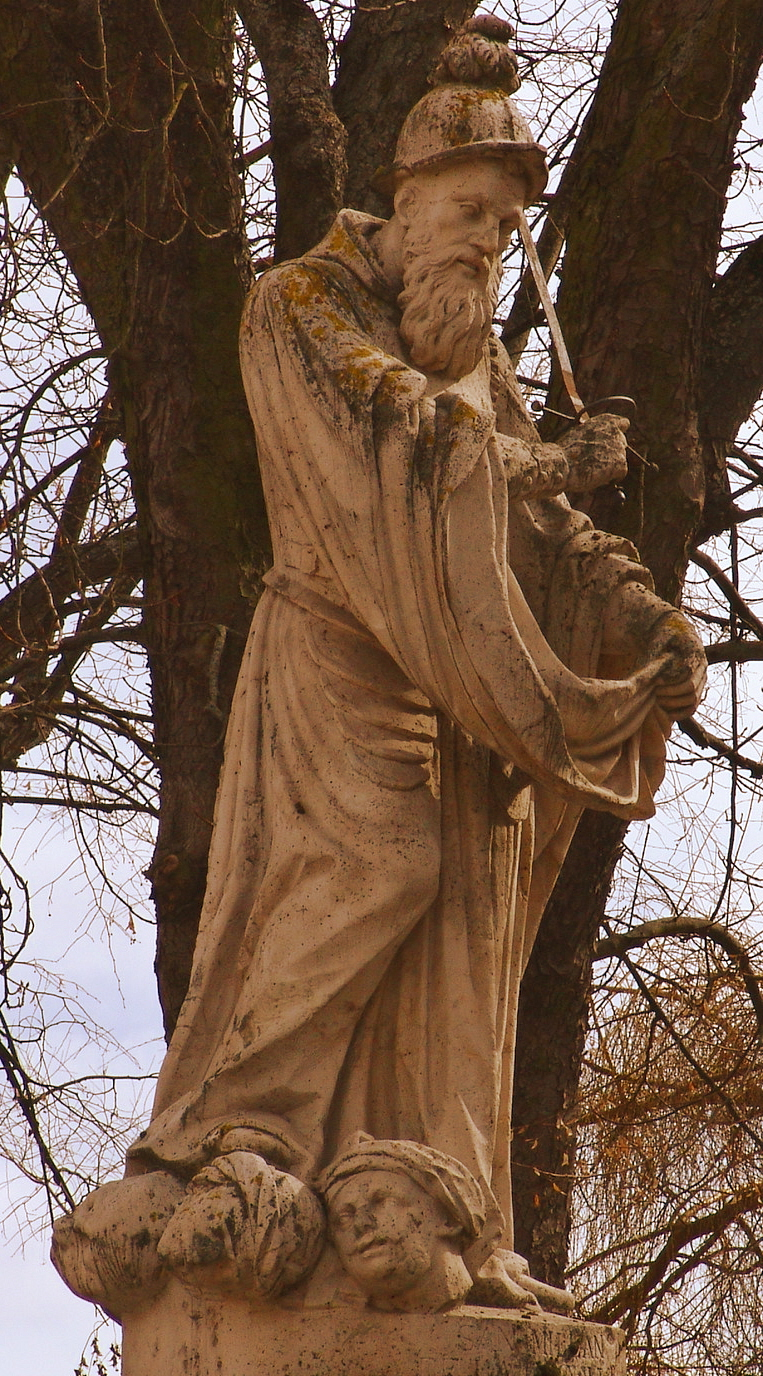
Estatua donada por Isabel II de España a la ciudad de Burgos, paseo del Espolón.
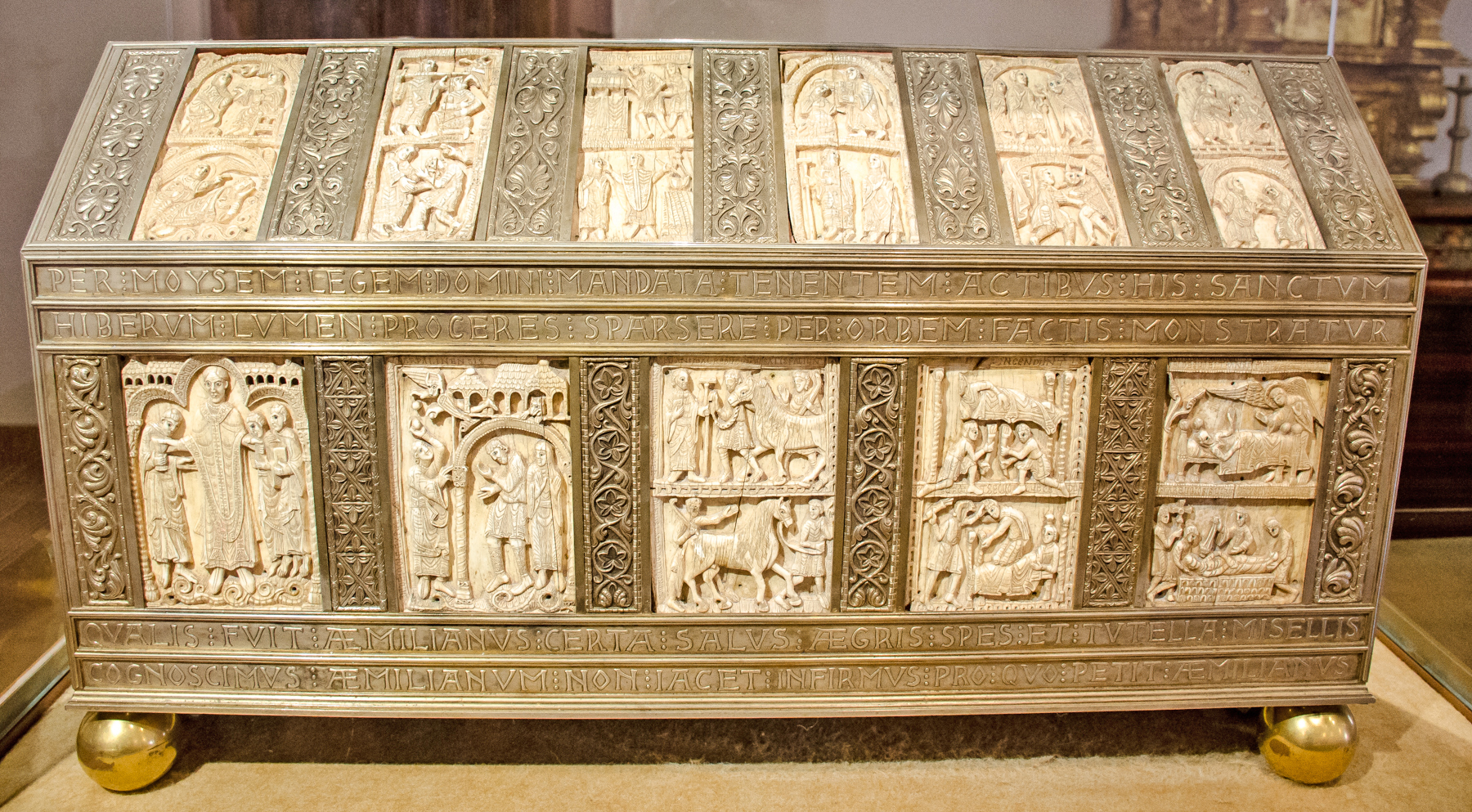
Arca relicario de San Millán. Parte delantera.
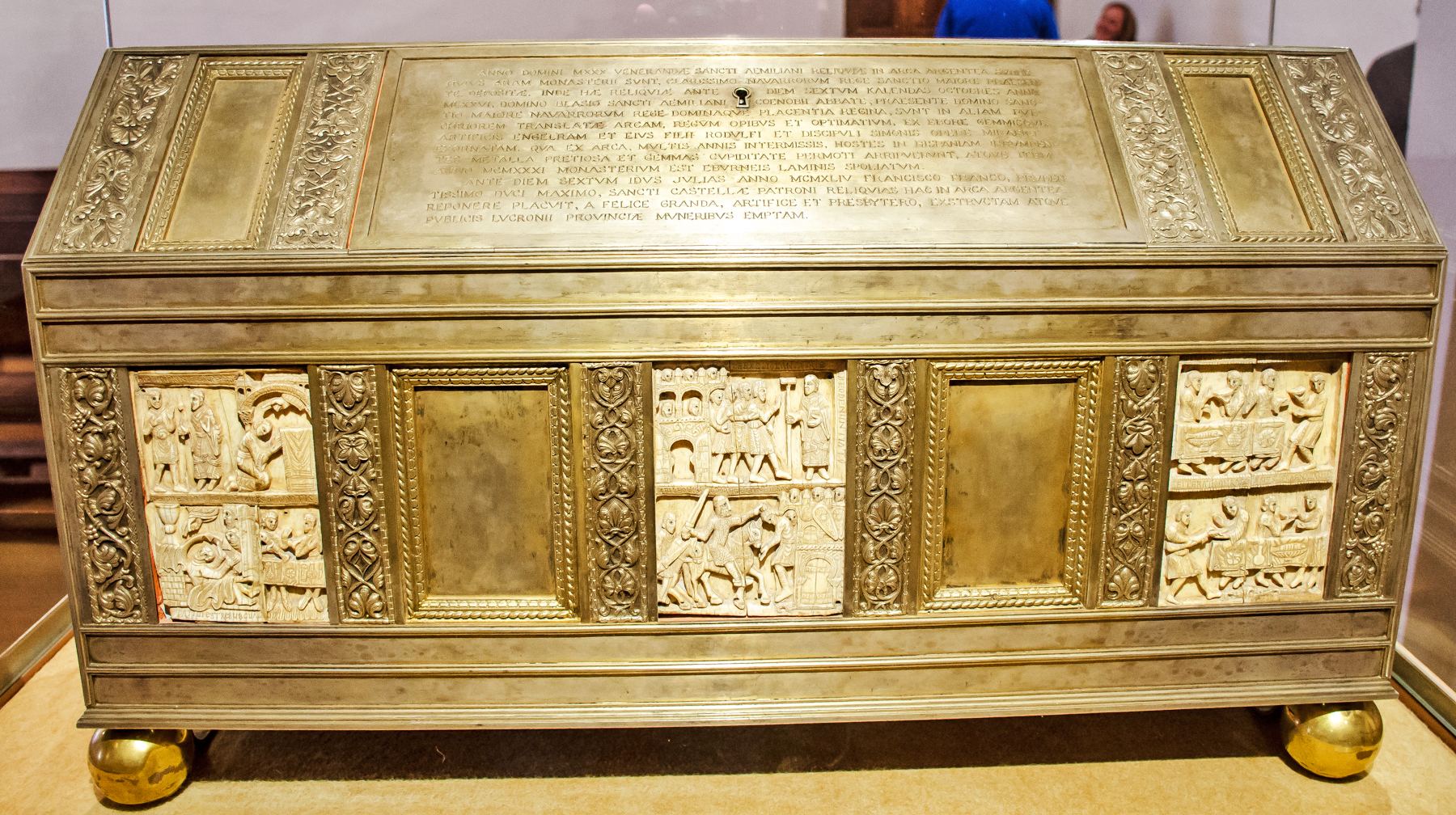
Arca relicario de San Millán. Parte trasera.